# Tine Holst
Tine Holst Christensen (* 8. April 1980) ist eine ehemalige dänische Triathletin und Ironman-Siegerin (2016).

## Werdegang
Tine Holst war in ihrer Jugend im Turnsport aktiv.
2006 lief sie ihren ersten Marathon und sie kam im Herbst 2007 zum Triathlon.

### Triathlon-Profi seit 2012
Im Juli 2008 startete sie beim Ironman Switzerland erstmals auf der Langdistanz und sie wechselte 2012 als 32-Jährige ins Profi-Lager.
Im Frühjahr 2009 zog sie sich Verletzungen am Brustkorb zu, als sie beim Radtraining von einem Autofahrer übersehen und überrollt wurde. Im September 2013 wurde sie dänische Vizestaatsmeisterin auf der Triathlon-Langdistanz.
2014 wurde in Köln mit dem „Cologne Hawaii-Special“ eine neue Langdistanz mit verkürzter Laufstrecke eingeführt und Tine Holst gewann das Rennen (3,8 km Schwimmen, 180 km Radfahren und 14 km Laufen).
Bei den Ironman European Championships belegte sie in Frankfurt am Main im Juli 2015 den neunten Rang.

### Siegerin Ironman 2016
Im Mai 2016 konnte die damals 36-Jährige die 25. Austragung des Ironman Lanzarote für sich entscheiden.

Im Februar 2019 erklärte sie ihre aktive Zeit nach elf Jahren Triathlon für beendet. Im Juni 2018 startete sie mit ihrem Unternehmen THCoaching und ist heute als Coach tätig.
Tine Holst Christensen lebte sechseinhalb Jahre in der Schweiz, dann einige Zeit in Bad Vilbel bei Frankfurt am Main und heute mit ihrem Freund und seiner Tochter in Schöneck.

## Sportliche Erfolge
| Datum/Jahr    | Rang | Wettbewerb                                           | Austragungsort    | Zeit     | Bemerkung                                                        |
| ------------- | ---- | ---------------------------------------------------- | ----------------- | -------- | ---------------------------------------------------------------- |
| 14. Apr. 2018 | 6    | Ironman 70.3 Liuzhou                                 | Liuzhou           | 04:48:14 |                                                                  |
| 19. Aug. 2017 | 1    | Rodgau-Triathlon                                     | Rodgau            | 02:10:16 | erfolgreiche Titelverteidigung                                   |
| 28. Aug. 2016 | 2    | Ironman 70.3 Zell am See-Kaprun                      | Zell am See       | 04:37:00 |                                                                  |
| Aug. 2017     | 1    | Rodgau-Triathlon                                     | Rodgau            | 02:11:36 | Siegerin auf der olympischen Distanz                             |
| 14. Juni 2015 | 1    | Bonn-Triathlon                                       | Bonn              |          | [ 4 ]                                                            |
| 3. Aug. 2014  | 1    | Frankfurt-City-Triathlon                             | Frankfurt am Main | 01:21:22 | Siegerin auf der Sprintdistanz                                   |
| 6. Juli 2014  | 5    | DEN Middle Distance Triathlon National Championships | Danemark          | 04:44:28 | Staatsmeisterschaft – hinter der Siegerin Maja Stage Nielsen     |
| 7. Apr. 2013  | 3    | Triathlon de Portocolom                              | Portocolom        | 04:21:53 | vierter Sieg (1 km Schwimmen, 100 km Radfahren und 10 km Laufen) |
| 2. Sep. 2012  | 2    | TriStar111 Monaco                                    | Monaco            | 04:36:23 | Zweite hinter Lisa Hütthaler                                     |
| 11. Sep. 2011 |      | Ironman 70.3 World Championships                     | Henderson         |          |                                                                  |

| Datum/Jahr    | Rang | Wettbewerb                                         | Austragungsort         | Zeit     | Bemerkung                                                                             |
| ------------- | ---- | -------------------------------------------------- | ---------------------- | -------- | ------------------------------------------------------------------------------------- |
| 30. Juli 2017 | 2    | Ironman Switzerland                                | Zürich                 | 09:37:44 |                                                                                       |
| 12. Nov. 2016 | 4    | Ironman Malaysia                                   | Langkawi               | 09:41:48 | schnellste Marathonzeit bei den Frauen                                                |
| 21. Mai 2016  | 1    | Ironman Lanzarote                                  | Puerto del Carmen      | 10:02:35 | [ 6 ]                                                                                 |
| 13. Sep. 2015 | 4    | Ironman Wales                                      | Tenby                  | 10:32:11 |                                                                                       |
| 30. Aug. 2015 | 2    | Ironman Vichy                                      | Vichy                  | 09:30:59 | persönliche Bestzeit in einem Ironman-Rennen bei der Erstaustragung                   |
| 5. Juli 2015  | 9    | Ironman Germany                                    | Frankfurt              | 09:54:30 | Ironman European Championship                                                         |
| 6. Sep. 2014  | 1    | Cologne Hawaii-Special                             | Köln                   | 07:05:15 | Siegerin bei der Erstaustragung (3,8 km Schwimmen, 180 km Radfahren und 14 km Laufen) |
| 29. Sep. 2013 | 2    | DEN Long Distance Triathlon National Championships | Danemark               | 04:40:45 | Vizestaatsmeisterin                                                                   |
| 18. Aug. 2013 | 7    | Ironman Copenhagen                                 | Kopenhagen             | 09:39:36 | bei der Erstaustragung                                                                |
| 8. Okt. 2011  | 135  | Ironman Hawaii                                     | Hawaii                 | 10:53:20 | Rang 36 in der Klasse 30–34                                                           |
| 9. Okt. 2010  |      | Ironman Hawaii                                     | Hawaii                 | 11:05:39 | in der Klasse 30–34                                                                   |
| 2010          |      | Ironman UK                                         | Vereinigtes Konigreich |          | Qualifikation für die Ironman-Weltmeisterschaft auf Hawaii                            |
| 25. Apr. 2010 | DNF  | Ironman South Africa                               | Port Elizabeth         | –        | Rennabbruch nach Knieoperation                                                        |
| 4. Okt. 2009  | 17   | Challenge Costa Barcelona Maresme                  | Barcelona              |          | Siegerin in der Altersklasse – bei der ersten Auflage des Challenge Barcelona Maresme |
| 12. Juli 2009 |      | Ironman Switzerland                                | Zürich                 | 10:34    |                                                                                       |
| 13. Juli 2008 |      | Ironman Switzerland                                | Zürich                 | 10:49:22 | erster Ironman-Start                                                                  |

(DNF – Did Not Finish)